# Pablo Soto
Pablo Alfonso Soto Ortiz (ur. 7 lipca 1977) – chilijski zapaśnik walczący w stylu klasycznym. Zajął piąte miejsce na mistrzostwach panamerykańskich w 2002. Brązowy medalista igrzysk Ameryki Południowej w 2002 roku.